# Sofia Ristič
Sofia Ristič, italijansko-bolgarska (slovenska) harfistka, * 30. december 1971, Videm, Italija.
Harfistka bolgarsko-italijanskega rodu, ki živi in deluje v Sloveniji, je med letoma 1982 in 1991 harfo študirala pri prof. Patriziji Tassini, izpopolnjevala pa se je na mojstrskem tečaju med letoma 2002 in 2005 pri prof. Pierru Fabricu. Od leta 1996 je članica zasedbe Simfoničnega orkestra RTV Slovenija. Kot solistka je na harfističnih tekmovanjih prejela tri prve nagrade: na tekmovanju Victor Salvi (Assisi, Italija), nagrado Citta di Savigliano in nagrado U.F.A.M. (Union des Femmes Artistes Musiciennes) v Parizu. Leta 2000 je osvojila je tudi nagrado na tekmovanju komornih glasbenih skupin Lillian Caraian, s triom Melissande (v zasedbi s flavtistko Danielle Porcile in violinistom Benjaminom Bernsteinom).